# Магіпала I
Магіпала I – індійський правитель з династії Гуджара-Пратіхари, успадкував владу від свого брата Бходжі II. Відомий також як Кшитіпала. 

## Правління
Володіння Магіпали включали території від верхньої течії річки Біас на північному заході до Калінги чи Орісси на південному сході та від Гімалаїв до Керали чи до країни Чера на далекому півдні.
915 року зазнав тяжкої поразки від Індри III з Раштракутів. Зумів повернути свою столицю лише 916 року. Наслідком стало послаблення держави. За часів правління Магіпали 939 року до його володінь у північній Індії вторглись Раштракути на чолі з Крішною III. Поразка призвела до початку політичної кризи: раджупські васали стали з цього часу відкоремлюватися й ставати самостійними. В подальшому це призвело до занепаду Гуджара-Пратіхарів.